# Monk Comes Down the Mountain
Pour plus de détails, voir Fiche technique et Distribution.
Monk Comes Down the Mountain (道士下山, Dàoshi xiàshān), également appelé The Master of Kung-fu, est un film chinois réalisé par Chen Kaige, sorti en 2015. C'est l'adaptation du roman du même nom de Xu Haofeng.

## Synopsis
Le film, basé sur un best-seller, raconte l’histoire d’un moine taoïste doué en kung-fu qui quitte une montagne isolée pour aller en ville dans les années 1920 et y découvrir son rôle dans le monde laïque, où il devient impliqué dans des complots et rencontre d’étranges personnages.

## Fiche technique
- Titre original : 道士下山, Dàoshi xiàshān
- Titre français : Monk Comes Down the Mountain ou The Master of Kung-fu
- Réalisation : Chen Kaige
- Scénario : Chen Kaige et Ting Zhang, d'après le roman de Haofeng Xu
- Musique : George Acogny
- Photographie : Geoffrey Simpson
- Montage : Wayne Wahrman (en)
- Direction artistique : Karl Tan
- Pays de production :  Chine,  États-Unis
- Langue originale : cantonais
- Format : couleurs - 35 mm - 2,35:1 - Dolby Digital
- Genre : action, historique, wu xia pian
- Durée : 123 minutes
- Date de sortie :
  - Chine : 3 juillet 2015
  - France : 14 juin 2016 (en VOD) ; 1er septembre 2021 (sur Netflix)

## Distribution
- Wang Baoqiang : He Anxia
- Li Xuejian (en) : Maître Luo Yin
- Fan Wei (en) : Cui Daoning
- Lin Chi-ling : Yu Zhen
- Vanness Wu : Cui Daorong, le frère de Cui Daoning
- Danny Chan Kwok-kwan : Zhao Zinchuan
- Wang Xueqi : Rusong
- Aaron Kwok : Zhou Xiyu
- Qi Dong : Wang Xiangning
- Tian Zhuangzhuang : Peng Xiaowen, le père de Peng Qianwu
- Yuen Wah : Peng Qianwu
- Chang Chen : Boss Zha
- Lam Suet : Zhao Liren, le chef des triades
- Jaycee Chan : Peng Qizi, le fils de Peng Qianwu
- Tiger Chen : Guo Jing